# Znělost
Znělost je fonetická a fonologická vlastnost hlásek. Z akustického hlediska se jedná o přítomnost základní frekvence zvuku (F0), která je dána aktivní činností hlasivek (fonací) při jejich tvoření znělých hlásek. U znělých hlásek jsou hlasivky napjaté a kmitají, u neznělých hlásek jsou hlasivky v klidu, tj. neúčastní se tvoření hlásky.
Znělost se také někdy označuje pojmem z artikulační fonetiky jako hlasnost (podle účasti hlasivek při tvoření).
Nejčastěji je znělost rozlišovacím fonologickým znakem u souhlásek, samohlásky jsou ve většině jazyků (včetně češtiny) pouze znělé – jen náhodně se mohou vlivem souhláskového okolí vyslovovat nezněle (např. i ve slově architektura), což není považováno za samostatný foném. Neznělé samohlásky se vyskytují jen v některých jazycích (např. v japonštině).

## Asimilace znělosti
Výslovnost hlásek, obvykle souhlásek, se může přizpůsobovat jejich okolí. Pro usnadnění artikulace se celá skupina může vyslovovat buď jako znělá, nebo jako neznělá. Toto přizpůsobení se nazývá asimilace nebo spodoba znělosti. V češtině se jedná o charakteristický rys výslovnosti tzv. pravých souhlásek .
V zásadě existují dva typy asimilace znělosti:
- regresivní asimilace – znělost celé skupiny se řídí podle poslední hlásky, např. vlézt [vlɛːst] – podle koncového /t/ celá skupina /zt/ vyslovena nezněle;
- progresivní asimilace – znělost celé skupiny se řídí podle první hlásky, např. přijít [pr̝°ɪjiːt] – podle počátečního /p/ celá skupina /pr̝/ vyslovena nezněle.